# City Bomber
City Bomber è un videogioco di combattimento con veicoli arcade sviluppato e distribuito dalla Konami e uscito nel 1987 per arcade.

## Modalità di gioco
Il volantino promozionale di "City Bomber dice che il giocatore è all'inseguimento di una banda di criminali." Tuttavia, i filmati del gioco mostrano che il giocatore è un criminale coinvolto in una sparatoria in un casinò e sta cercando di seminare le auto mandate dal casinò e dalla polizia. Per scappare, il giocatore dovrà raggiungere dei checkpoint prima dello scadere del tempo. L'ultimo livello del gioco mostra l'auto che sale a bordo di un aeroplano, che vola via. All'inizio, l'auto del giocatore può sparare missili ai veicoli nemici e saltare sopra nemici e ostacoli. Quando qualche auto nemica viene distrutta, rilascia dei potenziamenti che possono essere utilizzati per migliorare le abilità dell'auto. I missili migliorano la capacità distruttiva delle armi, le ali allungano la distanza del salto, i propulsori a razzo aumentano la velocità dell'automobile e le seghe circolari le permettono di scontrarsi contro gli ostacoli senza subire danni per un tempo limitato.
Le collisioni con altre auto solitamente non danneggiano il giocatore, anche se possono rallentare l'auto. Le chiazze d'olio lasciate dai nemici fanno finire l'auto in testacoda e la rallentano notevolmente. Scontrarsi contro gli ostacoli o cadere dalla strada distrugge completamente il veicolo. Anche se il giocatore ha una quantità infinita di auto, gli incidenti gli costano tempo e tutti i potenziamenti acquisiti precedentemente vengono persi. Se il giocatore non raggiunge il checkpoint (segnato sulla mappa, presente sul lato sinistro dello schermo) in tempo, è game over.
I punti si ottengono distruggendo i veicoli nemici e, terminato il livello, in base al tempo rimanente, vengono conferiti dei punti bonus.

## Influenza
- La colonna sonora del gioco venne prodotta dalla Konami Kukeiha Club e pubblicata dalla King Records il 21 luglio 1989 come parte della "Konami Game Music Collection Vol.0" assieme alle colonne sonore di Flak Attack (MX 5000), The Main Event, The Final Round, Gang Busters e Devastators.[5]

| # Traccia | Nome traccia                 | Durata |
| --------- | ---------------------------- | ------ |
| 30        | Running Away (Start Demo)    | 00:12  |
| 31        | Escape ~ Area1 (Stage 1 BGM) | 02:32  |
| 32        | Escape ~ Area2 (Stage 2 BGM) | 01:13  |
| 33        | Clear (Stage Clear)          | 00:05  |
| 34        | Escape ~ Area3 (Stage 3 BGM) | 01:17  |
| 35        | Escape ~ Area4 (Stage 4 BGM) | 02:02  |
| 36        | Game Over (Game Over)        | 00:08  |
| 37        | Escape ~ Area5 (Stage 5 BGM) | 01:21  |
| 38        | Fleer (Hidden Stage BGM)     | 00:56  |
| 39        | Ranking (Ranking BGM)        | 01:17  |
| 40        | Success (Ending BGM)         | 00:22  |

- Nell'agosto 2007, Andy Coleman codificò e pubblicò un'edizione limitata di City Bomber per la console GCE Vectrex.
- Nell'agosto 2010, City Bomber è stato ripubblicato su Microsoft Game Room per Xbox 360 e Games for Windows Live.
- Un gioco con lo stesso nome, seppur non collegato in alcuna maniera,è disponibile per iPhone.